# Municipio de Cavour
El municipio de Cavour (en inglés: Cavour Township) es un municipio ubicado en el condado de Beadle en el estado estadounidense de Dakota del Sur. En el año 2010 tenía una población de 108 habitantes y una densidad poblacional de 1,17 personas por km².

## Geografía
El municipio de Cavour se encuentra ubicado en las coordenadas 44°24′47″N 98°1′59″O / 44.41306, -98.03306. Según la Oficina del Censo de los Estados Unidos, el municipio tiene una superficie total de 92.09 km², de la cual 92,09 km² corresponden a tierra firme y (0 %) 0 km² es agua.

## Demografía
Según el censo de 2010, había 108 personas residiendo en el municipio de Cavour. La densidad de población era de 1,17 hab./km². De los 108 habitantes, el municipio de Cavour estaba compuesto por el 100 % blancos. Del total de la población el 0 % eran hispanos o latinos de cualquier raza.